# Prowincja Chachoengsao
Chachoengsao (taj. ฉะเชิงเทรา) – jedna z prowincji (changwat) Tajlandii. Sąsiaduje z prowincjami Prachin Buri, Sa Kaeo, Chanthaburi, Chon Buri, Samut Prakan, Bangkok, Pathum Thani i Nakhon Nayok. Prowincja leży nad zatoką Tajlandzką.